# Ester Dean
Esther Renay Dean, conhecida pelo nome artístico de Ester Dean é uma cantora, compositora e produtora americana, nascida em 15 de Abril de 1982 que tem contrato com a Zone 4/Interscope Records e com a Roc Nation de Jay-Z. Participou da trilha sonora da animação Rio em 2011, e teve seu primeiro single lançado em 2009 com a participação do cantor Chris Brown, Drop It Low. Ester também é conhecida na indústria da musica por compor letras para cantores como Rihanna, Mary J. Blige, Katy Perry, Ciara, The Pussycat Dolls, Christina Aguilera, Britney Spears, Nicole Scherzinger, Usher, Keri Hilson, Girlicious, Nicki Minaj, Kelly Rowland, Trey Songz, Beyoncé, Jennifer Lopez, Chris Brown, Nelly,Kelly Clarkson e muitos outros. Em 2012 participou do filme de comédia musical Pitch Perfect.

## Biografia
Ester Dean nasceu em 1986, em Muskogee, Oklahoma, e no final da adolescência se mudou para Omaha, Nebraska. Depois de se formar em Omaha North High School, se mudou para Atlanta, Geórgia. Por último se mudou para Los Angeles, Califórnia, onde foi introduzida na indústria musical por Polow da Don, e mais tarde assinou contrato com a Zona 4 Records / Interscope Records. Durante seu contrato, Dean acumulou um catálogo de canções que ela escreveu ou co-escreveu para os artistas já citados acima.
Ester participou do álbum de Tinie Tempah, na canção  Love Suicide, com a produção de Stargate. Ester também deu sua voz ao mais recente filme RIO, interpretando a musica tema Take You To Rio com a ajuda do brasileiro Carlinhos Brown. Ester também escreveu duas músicas cantadas por Aguilera no filme Burlesque.

## Atividade Recente
Em 2009, gravou e lançou seu primeiro single, "Drop It Low", que apresenta participação do cantor Chris Brown, a música está na trilha sonora do documentário sobre LeBron James, "More Than A Game (Mais que um jogo)", que alcançou a posição # 38 na Billboard Hot 100 dos EUA, tornando-se seu primeiro Top 40 nos EUA. A canção recebeu críticas positivas, e que a música foi remixada por artistas como Lil Wayne, Trey Songz e Diddy. A princípio, seria um canção para a cantora Ciara, mas essa não teria se interessado, então Polow Da Don depois de produzir a demo da música, achou que seria um ótimo single para a compositora, e é claro que Dean aceitou, depois, a música recebeu um remix do cantor Chris Brown e foi lançada com a presença do cantor.
Em 2010, ela co-escreveu a canção de Nicki Minaj "Super Bass", uma faixa bônus do álbum Pink Friday. A faixa foi lançada como single e se tornou um dos maiores sucessos da rapper de Trinidad e Tobago.
Ela está atualmente trabalhando em seu álbum de estreia.

## Composições musicais
- Christina Aguilera
  - "Not Myself Tonight"
  - "I Hate Boys"
  - "Vanity"
  - "Woohoo" (com Nicki Minaj)
  - "The Beautiful People"
  - "Diamonds"
- Mary J. Blige
  - "Stronger"
  - "The One"
  - "I Am"
  - "I Luv U (Yes I Du)"
  - "The Queen"
  - "Stay"
- Chris Brown
  - "Gotta Be Ur Man"
  - "So Cold"
  - "I Love U"
- Selena Gomez
  - "Come & Get It"
- Erika Marosi
  - "Oh Boy (Don't Lie)" (com Vanessa White)
- Ciara
  - "Never Ever" (com Young Jeezy)
  - "Turn It Up" (com Usher)
- Keyshia Cole
  - "Make Me Over"
- Ester Dean 
  - "Drop It Low" (com Chris Brown)
  - "Big Things" (com Chris Brown)
  - "Something You Can Live Without"
- Esmée Denters
  - "Outta Here"
- Dr. Dre
  - "Under Pressure" (com Jay-Z)
- Flo-Rida
  - "Jump" (com Nelly Furtado)
  - "21" (com Laza Morgan)
- Girlicious
  - "Like Me"
  - "My Boo"
  - "It’s Mine"
  - "Set It Off"
- Keri Hilson
  - "Change Me" (com Akon)
  - "Make Love"
  - "Toy Soldier"
  - "Lose Control / Let Me Down" (com Nelly)
- Jennifer Hudson
  - "Gone"
- Sean Kingston
  - "Letting Go (Dutty Love)" (com Nicki Minaj)
- Lloyd
  - "Lay It Down"
- Jennifer Lopez
  - "Take Care" (interpolações e contém elementos de "Rude Boy")
- Ludacris
  - "I Know You Got a Man" (com Flo Rida e Ester Dean)
- Jesse McCartney
  - "Up"
- Clyde McKnight
  - "Taking His Girl"
- Nicki Minaj
  - "Super Bass"
  - "Turn Me On" (com David Guetta)
  - "Right By My Side" (com Chris Brown)
  - "Beautiful Sinner"
  - "The Night Is Still Young"
- Monica
  - "Here I Am"
  - "Nothing Like" (com T-Pain)
- Mya
  - "Ridin'"
- Nelly
  - "Long Gone" (com Chris Brown e Plies)
- Paradiso Girls
  - "Patron Tequila"
- Katy Perry
  - "Firework"
  - "Peacock"
- Little Mix
  - "Always Be Together"
- Pussycat Dolls
  - "Whatcha Think About That"
  - "Jai Ho"
  - "Bad Girl"
- Rihanna
  - "Rude Boy"
  - "What's My Name" (com Drake)
  - "S&M"
  - "Fading"
  - "Complicated"
  - "You Da One"
  - "Where Have You Been"
  - "Talk That Talk" (com Jay-Z)
  - "We All Want Love"
  - "Drunk On Love"
  - "Roc Me Out"
  - "Farewell"
  - "Fool In Love"
  - "Lost In Paradise"
- Rio (filme)
  - "Let Me Take You To Rio" (Performa)
  - "Take You To Rio" (Performa)
- Kelly Rowland
  - "Rose Colored Glasses"
  - "I'm That Chick"
  - "Lay It On Me" (com Big Sean)
- Juelz Santana
  - "Back To The Crib" (com Chris Brown)
- Nicole Scherzinger
  - "Right There"
  - "Wet"
- Trey Songz
  - "Takes Time"
  - "Already Taken"
  - "Invented Sex" Remix (com Usher e Keri Hilson)
- Soulja Boy
  - "Grammy" (com Ester Dean)
- Britney Spears
  - "(Drop Dead) Beautiful" (com Sabi)
  - "Selfish"
- T.I.
  - "Remember Me" (com Mary J. Blige)
- Teyana Taylor
  - "Google Me"
- Robin Thicke
  - "Sex Therapy"
  - "Shakin It 4 Daddy" (com Nicki Minaj)
- Usher
  - "Love 'Em All"
  - "Guilty" (com T.I.)
  - "Get In My Car"
  - "Hot Tottie" (com Jay-Z)
  - "Lil Freak" (com Nicki Minaj)
- Beyoncé
  - "Start Over"
  - "Countdown"

## Músicas
- Ester Dean - "Drop It Low" (com Chris Brown)
- Ester Dean - "Big Things" (com Chris Brown)
- Ester Dean - "Love Suicide" (com Chris Brown)
- Ester Dean - "How You Love It" (com Missy Elliott)
- Ester Dean - "Something Can You Live Without"
- Ester Dean - "Gimme Money" (com Nicki Minaj)
- 50 Cent - "Hard Rock" (com Ester Dean)
- Chris Brown - "I Love U" (com Ester Dean)
- Gucci Mane - "White Girl / I Think I Love Her" (com Ester Dean)
- Jeremih - "Birthday Sex Remix" (com Ester Dean)
- Young Jeezy - "Momma Told Me" (com Ester Dean)
- Nicki Minaj - "Super Bass" (com Ester Dean)
- Soulja Boy - "Grammy" (com Ester Dean)
- Ludacris - "I Know You Got A Man (com Ester Dean e Flo-Rida)
- Ester Dean - "Crazy Youngsters"(Pitch Perfect 2 Soundtrack)